# Scala-Lemmeni
Scala-Lemmeni este o arie protejată (arie specială de conservare — SAC, sit de importanță comunitară — SCI) din Italia întinsă pe o suprafață de 53 ha, integral pe uscat.

## Localizare
Centrul sitului Scala-Lemmeni este situat la coordonatele 38°13′26″N 15°54′21″E / 38.223889°N 15.905833°E.

## Înființare
Situl Scala-Lemmeni a fost declarat sit de importanță comunitară în septembrie 1995 pentru a proteja 9 specii de animale. Situl a fost protejat și ca arie specială de conservare în iunie 2017.

## Biodiversitate
Situată în ecoregiunea mediteraneană, aria protejată conține 1 habitat natural: Păduri de Castanea sativa.
La baza desemnării sitului se află mai multe specii protejate:
- păsări (8): acvilă de munte (Aquila chrysaetos), șerpar (Circaetus gallicus), erete de stuf (Circus aeruginosus), șoimul rândunelelor (Falco subbuteo), gaia neagră (Milvus migrans), gaia roșie (Milvus milvus), vultur egiptean (Neophron percnopterus), viespar (Pernis apivorus)
- nevertebrate (1): Osmoderma italicum

Pe lângă speciile protejate, pe teritoriul sitului au mai fost identificate 1 specie de nevertebrate.